# Ginés Valera
Ginés Valera Escobar (nacido el 9 de mayo[cita requerida] de 1962, en Almería) es un jurista, exatleta y miembro del IEA, Instituto de Estudios Almerienses. Durante el periodo 2011-2015 ha sido Jefe del Departamento de Geografía y Ordenación del Territorio del Instituto de Estudios Almerienses IEA. El IEA forma parte de la Confederación Española de Centros de Estudios Locales, CECEL organismo que depende del Consejo Superior de Investigaciones Científicas, CSIC.

## Reseña biográfica
Licenciado en Derecho es Funcionario de carrera del Cuerpo Técnico Superior de Administración General, Grupo A.1, del Ayuntamiento de El Ejido (Almería).
Ha sido Diputado de Comunicación de la Hermandad Eucarística y Cofradía de Nazarenos de la Santa Cena y María Santísima de Fe y Caridad de Almería.
Vocal de la Comisión Provincial de Patrimonio Histórico de Almería
Es autor y coautor de los siguientes libros:
- La Actividad Municipal en la Clausura de Establecimientos Molestos y Clandestinos, editado por el Colegio de Gestores Administrativos (2000).
- Incidencias de la más Reciente Legislación Sectorial Andaluza en los Procedimientos de Licencia Urbanística Municipal (Instituto Andaluz de Administración Pública, 2002), galardonado con mención especial en la V Edición de los Premios Blas Infante de Estudio e Investigación en Administración Pública.
- Una Aproximación al Procedimiento de Otorgamiento de Licencia Municipal de Obras y Apertura de Establecimiento en Andalucía(2004).
- Novedades Orgánicas y Funcionales en los Municipios introducidas por la Ley de Medidas para la Modernización del Gobierno Local y Alternativas a las Propuestas de Acuerdo: Voto Particular y Enmienda. Las Propuestas en la Sesión: Mociones, Ruegos y Preguntas (CEMCI, 2004).
- Articulación Práctica en Andalucía de la Previa Licencia Autonómica Comercial en la Tramitación de la Licencia Municipal de Apertura, que obtuvo mención especial en los premios Blas Infante 2005, IX Edición.
- Régimen Jurídico General de la Licencia Municipal de Obras y Apertura de Establecimiento en Andalucía, publicado en 2008 por la Dirección General de Administración General de la Consejería de Gobernación de la Junta de Andalucía.
- Es coautor del libro Manual Básico de Derecho Urbanístico Andaluz, editado por la Asociación Andaluza de Derecho Urbanístico en 2006, y coautor también del Manual Práctico de Derecho Urbanístico de Andalucía, CEMCI, 2009. Participa con un Capítulo (Perspectiva de la licencia de Obras y Apertura) en el Libro Normativa Comentada de la Comunidad Autónoma de Andalucía en Materia de Espectáculos Públicos, Actividades Recreativas y Establecimientos Públicos (IAAP, 2010).

## Premios y reconocimientos
- Mención Especial Premios Blas Infante Estudios Investigación sobre Administración. Instituto Andaluz de Administración Pública, diciembre de 2005.
- Mención Especial Premios Blas Infante Investigación Administración Pública. Instituto Andaluz Administración Pública, diciembre de 2002.

*Reconocimientos y premios adicionales
- Ha obtenido dos veces mención especial en los Premios 'Blas Infante' para trabajos de investigación sobre administración y gestión pública y sobre la organización política y administrativa concreta de Andalucía.
- Record Provincial Junior Almería en Decathlon. Puntuación: 3.970 puntos, septiembre de 1981.
- Record Provincial Almería 4 x 400 metros lisos, Puntuación: 3 minutos, 21 segund, abril de 1984.
- Fase zonal de segunda división de Atletismo. Estadio de la Juventud de Granada